# Masacre de Makran de 2019
El 18 de abril de 2019, hombres armados masacraron a varios pasajeros que viajaban de Karachi a Gwadar en Makran, Baluchistán, Pakistán . Se estima que entre 15 a 20 sujetos armados detuvieron alrededor de cinco o seis autobuses entre las 00:30 y la 01:00 en una carretera cerca de Makran. Después de que los autobuses se detuvieran, los hombres armados inspeccionaron los documentos de identidad de los pasajeros y separaron a 16 de ellos. Al menos 14 fueron asesinados a tiros, mientras que dos pasajeros lograron escapar de los hombres armados y viajaron al puesto de control del ejército más cercano.  Más tarde fueron transportados al Hospital de Ormara para recibir tratamiento. El personal policial y de Levies llegó al lugar poco después y comenzó una investigación sobre el ataque. Los cuerpos de las víctimas fueron sacados del Hotel Noor Baksh horas después.

## Responsables
El Baloch Raaji Aajoi Sangar (BRAS), es una alianza de grupos armados baluches, clamo responsabilidad de la masacre en un comunicado por correo electrónico, según ellos "... aquellos que fueron atacados llevaban tarjetas [de identificación] de la Armada y la Guardia Costera de Pakistán, y solo fueron asesinados después de que fueron identificados". Raaji Aajoi Sangar, el portavoz de Baloch, mencionó en el comunicado.

## Reacciones
Zia Langove, el ministro del interior, dijo que se llevará a cabo una investigación a gran escala sobre el ataque y que se localizará a los perpetradores. "Tales incidentes son intolerables y no perdonaremos a los terroristas que llevaron a cabo este cobarde ataque", mencionó.
Jam Kamal, el ministro Principal de Baluchistán, denunció los ataques y expresó sus condolencias a las familias de las víctimas. "Estos terroristas cobardes mostraron el alcance de su barbarie al asesinar a pasajeros inocentes", dijo el primer ministro. Calificó el ataque como un esfuerzo para obstaculizar el progreso en Baluchistán y dijo que "el progreso continuará sin importar nada. El pueblo de Baluchistán mira con odio a los terroristas que siguen la agenda de elementos extranjeros, con el apoyo del pueblo, el terrorismo seguirá, serán eliminados y los terroristas seguirán siendo llevados ante la justicia".
El primer ministro de Pakistán, Imran Khan, también condenó el ataque en un comunicado. Khan quiere una investigación rápida sobre el incidente y ha ordenado a las autoridades que hagan todo lo posible para identificar y llevar a los perpetradores ante la justicia. También expresó sus condolencias a las familias de las víctimas.